# Placidium
Placidium A. Massal. (obierek) – rodzaj grzybów z rodziny brodawnicowatych (Verrucariaceae). Ze względu na współżycie z glonami zaliczany jest do grupy porostów. W Polsce występuje jeden gatunek.

## Systematyka i nazewnictwo
Pozycja w klasyfikacji według Index Fungorum: Verrucariaceae, Verrucariales, Chaetothyriomycetidae, Eurotiomycetes, Pezizomycotina, Ascomycota, Fungi.
Synonimy nazwy naukowej: Dermatocarpella H. Harada.
Nazwa polska według W. Fałtynowicza.

## Niektóre gatunki
- Placidium arboreum (Schwein. ex E. Michener) Lendemer 2004
- Placidium californicum Breuss 2000
- Placidium lacinulatum (Ach.) Breuss 1996 – obierek rudy
- Placidium lesdainii Breuss 2002
- Placidium pseudorufescens Breuss 2002

Nazwy naukowe na podstawie Index Fungorum. Uwzględniono tylko taksony zweryfikowane.  Nazwy polskie według W. Fałtynowicza.